# Classe Bravo
Il progetto 690 (Кефал) "cefalo" (classe Bravo, sotto designazione NATO) è una classe di sottomarini sviluppata in Unione Sovietica a fine anni sessanta. In tutto, ne furono costruiti quattro esemplari, oggi radiati.

## Sviluppo e tecnica
La costruzione di questi sottomarini avvenne presso il cantiere navale di Komsomol'sk-na-Amure, ed entrarono in servizio tra il 1967 ed il 1970.
Dal punto di vista tecnico, si tratta di un sottomarino per esercitazioni antisommergibile, con possibilità di impiego in combattimento. Tutti i vascelli sono stati radiati tra il 1991 ed il 1995. Le informazioni su questa classe sono molto scarse.

## Vascelli
- SS-368: ridisegnato nel 1987 a B-156.
- SS-256
- SS-310: ridisegnato a B-270.
- SS-356: ridisegnato a B-124, nel 1994 venne venduto per essere utilizzato come ristorante galleggiante.